# تور آلتو
تور آلتو (انگلیسی: Tour Alto) ساختمان اداری ۳۸ طبقه مستقر در لا دفانس، کوربوآ، فرانسه است، که در سال ۲۰۲۰ احداث گردید.